# Sam Liccardo
Samuel Theodore Liccardo, detto Sam (Saratoga, 16 aprile 1970), è un politico statunitense, membro della Camera dei Rappresentanti per lo stato della California dal 2025.

## Biografia

### Formazione e primi anni
Nato in una famiglia di origini italiane, irlandesi e messicane, Liccardo studiò presso il Bellarmine College Preparatory, una scuola privata in un quartiere benestante. Successivamente si laureò con lode presso l'Università di Georgetown. Successivamente, conseguì la laurea in giurisprudenza presso la Harvard Law School e il master in politiche pubbliche alla Harvard Kennedy School. Prima di entrare in politica, lavorò come procuratore penale presso l'ufficio del procuratore distrettuale della contea di Santa Clara.

### Consiglio comunale di San Jose

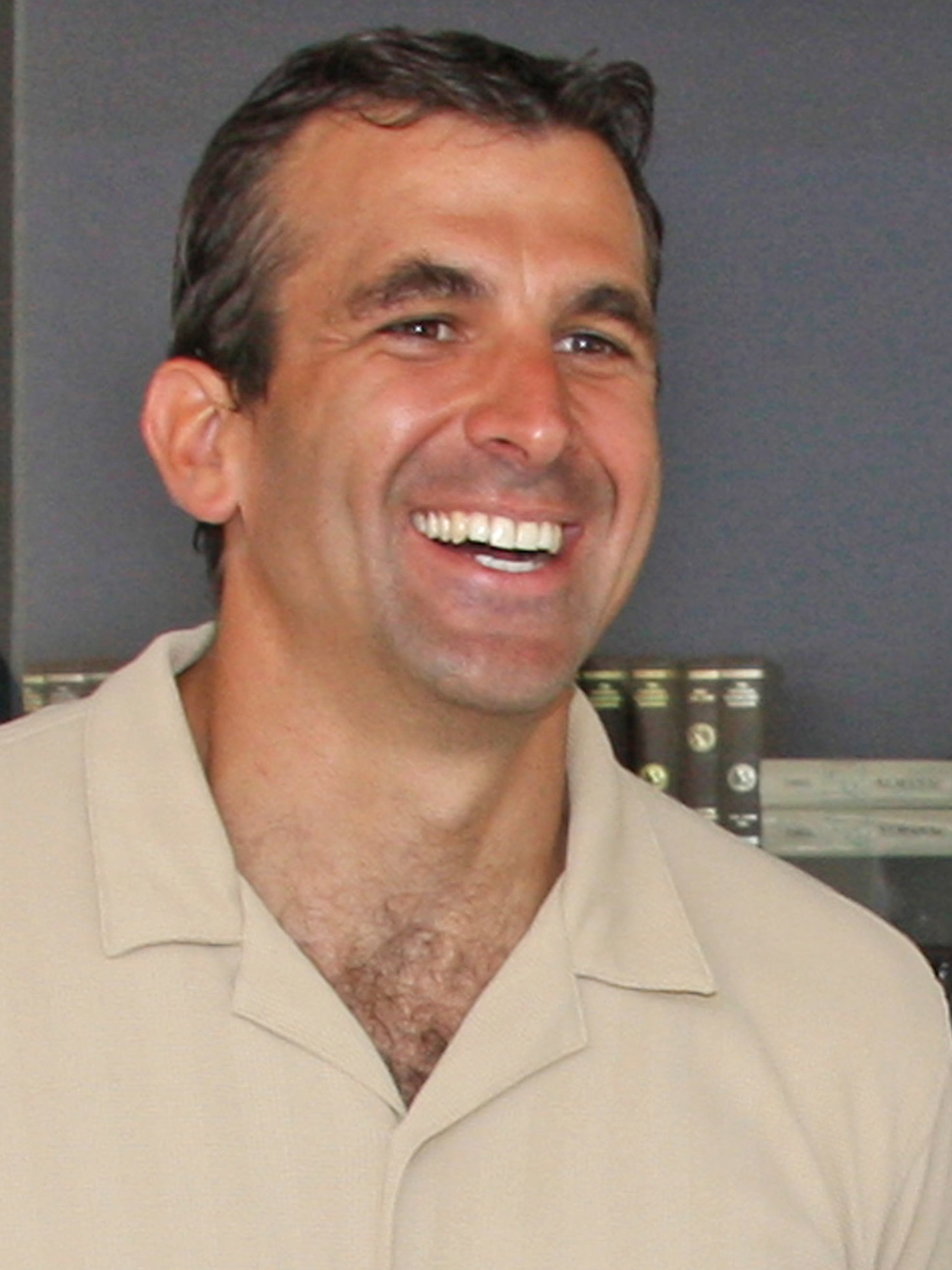
Sam Liccardo nel 2008

Nel 2006, Liccardo si candidò al consiglio comunale di San Jose e, dopo aver ottenuto il primo posto nelle elezioni primarie con il 43%, si aggiudicò anche il ballottaggio con il 61,3% dei voti. Nel 2010 fu rieletto totalizzando l'80,16% dei voti nelle primarie.
Come consigliere comunale, Liccardo lavorò per rendere più accessibile il prezzo degli affitti, sostenendo un'ordinanza che richiedeva alle imprese edili di costruire il 15% delle loro unità abitative in progetti che prevedessero un canone limitato o, in alternativa, pagare tasse per finanziare la costruzione di alloggi a prezzi accessibili in altre zone. La misura ebbe l'opposizione accanita degli imprenditori edili, che adirono le vie legali per chiederne l'abolizione; al termine del contenzioso, la Corte Suprema della California si schierò a favore della misura comunale, che passò alle cronache come "zonizzazione inclusiva". Liccardo sostenne inoltre la costruzione di un grattacielo di 23 piani da 135 milioni di dollari nella città.

### Sindaco di San Jose
Nel 2014, Liccardo si candidò alla carica di sindaco di San Jose. Nelle primarie si classificò secondo dietro al supervisore della contea Dave Cortese con il 25,7% dei voti, ma al ballottaggio riuscì a raccogliere il 50,8% dei voti, venendo così eletto.

#### Riforma pensionistica
Tra i temi principali della sfida al ballottaggio contro Cortese ci fu quello delle riforme pensionistiche adottate dalla precedente amministrazione, che furono sostenute da Liccardo contrariamente al suo avversario.
Nel decennio precedente, infatti, la città di San Jose aveva visto quasi quadruplicare i contributi pensionistici e sanitari dei dipendenti comunali. Il consiglio aveva approvato dei consistenti tagli di bilancio, divenendo una delle città statunitensi con meno personale comunale e classificandosi al quarantanovesimo posto tra le 50 più grandi città degli Stati Uniti per le dimensioni dell'organico delle forze di polizia a partire dal 2020.
Nel suo primo anno in carica come sindaco, Sam Liccardo intavolò dei negoziati con i sindacati dei dipendenti comunali, adottando un piano che permettesse di far risparmiare alla città 3 miliardi di dollari in costi pensionistici dei dipendenti nei successivi tre decenni. Gli elettori votarono a favore della misura, approvando tale accordo con oltre il 61% dei voti.

#### Trasporti e mobilità sostenibile

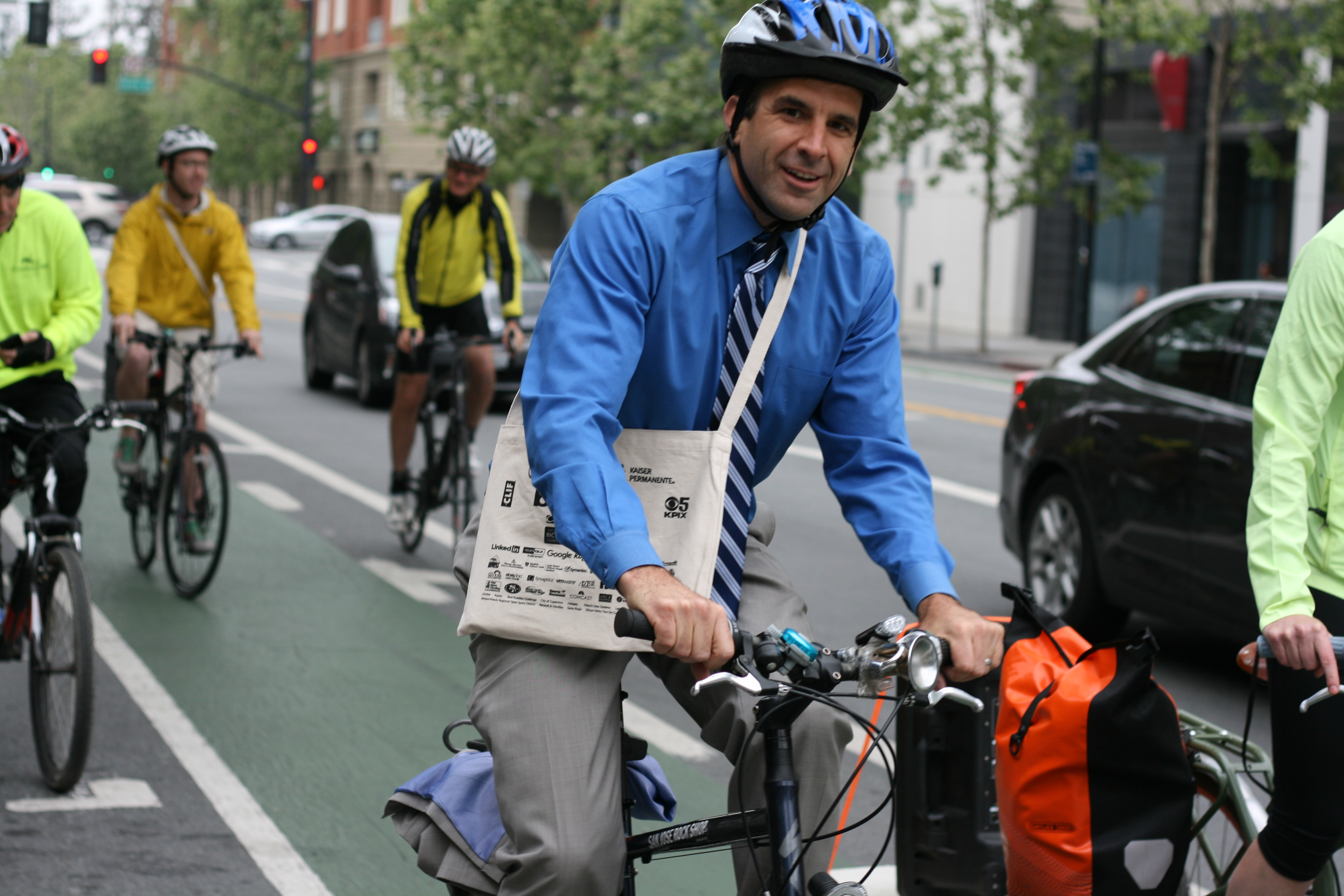
Il sindaco Liccardo in bicicletta nel 2016

In veste di sindaco, Liccardo si occupò anche di mobilità sostenibile, favorendo l'utilizzo delle biciclette e di mezzi alternativi alle automobili. Fu membro del consiglio di amministrazione della Santa Clara Valley Transportation Authority e della Metropolitan Transportation Commission, sostenendo la creazione di un programma di bike sharing, l'espansione della Bay Area Rapid Transit (BART) a San Jose e il lancio della prima linea di autobus della regione.
Fu inoltre decisivo nelle procedure che portarono all'espansione della linea Caltrain, che collegava San Jose e la contea di Santa Clara con San Francisco. Sostenne fortemente l'introduzione dell'alta velocità ferroviaria nella Silicon Valley e nella San Francisco Bay Area, favorendo inoltre l'adozione di approcci più innovativi per soppiantare la metropolitana regionale, come il trasporto elettrico.
Attivo ciclista, implementò in città una grossa rete di piste ciclabili denominata "Better Bikeways", separate dal traffico veicolare tramite un sistema di protezione e dissuasori.

#### Smart City Vision

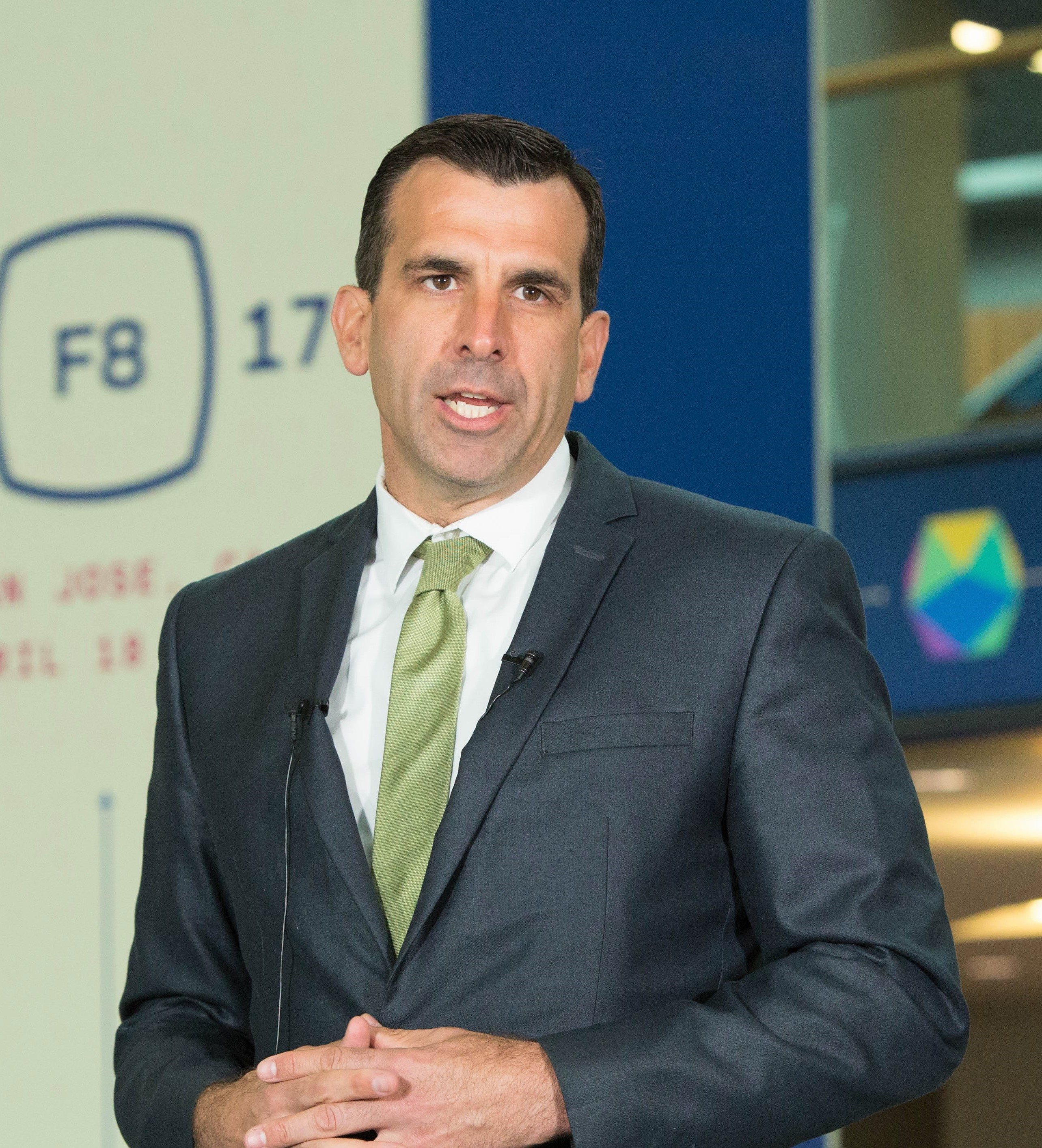
Liccardo ad un evento Facebook nel 2017

A marzo del 2016, Liccardo presentò la sua "Smart City Vision", che aveva l'obiettivo dichiarato di rendere San Jose "la città più innovativa d'America entro il 2020". Il programma ricevette l'approvazione unanime da parte del consiglio comunale e a giugno venne creato un apposito ufficio per l'innovazione civica. Il sindaco Liccardo costituì una partnership con Facebook per implementare a San Jose la tecnologia Internet wireless ad alta velocità dell'azienda chiamata "Terragraph" e lanciò un progetto che portasse il Wi-Fi gratuito in due istituti facenti parte del distretto scolastico locale.
Nel 2019, lanciò il San José Digital Inclusion Fund, un'iniziativa del valore di 24 milioni di dollari per colmare il divario digitale a San Jose estendendo la banda larga, distribuendo dispositivi elettronici e migliorando le competenze digitali tra decine di migliaia di famiglie a basso reddito. La pandemia da COVID-19 contribuì ad accelerare le iniziative in questo senso, con la conseguente distribuzione di hotspot gratuiti a 15.800 bambini entro ottobre 2020 e con altri 50.000 residenti che hanno ricevuto il servizio a banda larga attraverso la partnership della città con il distretto scolastico. In seguito all'approvazione dei finanziamenti da parte del consiglio comunale, Liccardo annunciò via social il piano dell'amministrazione per collegare 300.000 residenti entro il 2022.
Sotto l'amministrazione Liccardo, la città di San Jose avviò l'iniziativa "Cash for Trash", che prevedeva guadagni di denaro per i senzatetto che si impegnassero a ripulire le strade dai rifiuti.
San Jose sfruttò inoltre la collaborazione con Airbnb per attivare il programma "Open Homes", con l'obiettivo di aiutare le vittime di disastri naturali a trovare un alloggio di emergenza con un host AirBnB senza costi economici; avviata come iniziativa pilota a San Jose, venne poi adottata da altre città del mondo. Un'altra partnership tra la città e AirBnB con l'organizzazione no-profit Bill Wilson Center e la San José State University permise di ottenere alloggi agli studenti universitari per periodi prolungati.
Per via delle misure adottate con successo in termini di inclusione digitale e potenziamento dei servizi grazie all'impiego delle tecnologie, un'indagine del Center for Digital Government classificò San José al primo posto tra le amministrazioni comunali più innovative della nazione.

#### Crisi abitativa
Nel corso del mandato da sindaco di Liccardo, la California fu coinvolta in una grave crisi abitativa, per cui anche la città di San Jose si vide costretta a dover cercare soluzioni. Il sindaco propose tagli alle tasse per la costruzione di abitazioni a più piani, nonché di rendere più snelli i procedimenti per ottenere i permessi a costruire.
Tuttavia, l'ostacolo principale alla risoluzione del problema per i seimila senzatetto della città era rappresentato dai costi estremamente elevati per la costruzione di case nella regione. Per risolvere tale problematica, Liccardo cercò soluzioni alternative, tra cui l'utilizzo di costruzioni prefabbricate e la riqualificazione di vecchi motel. Insieme ad un'organizzazione non profit, stimolò i proprietari di case a prendere come inquilini i veterani senzatetto, adottando un apposito programma; un anno dopo il suo lancio, venne annunciato che oltre cinquecento veterani senzatetto avevano trovato una casa.
Alla fine del 2017, Liccardo chiese la costruzione di 25.000 nuove unità abitative in città, tra cui 10.000 a prezzi accessibili. Negli anni successivi, il sindaco ammise che per questa problematica la sua amministrazione non avesse ottenuto successi soddisfacenti a causa della recessione economia, della pandemia e degli elevati costi di costruzione delle case.

#### Questioni ambientali
Nel 2015, Liccardo dichiarò pubblicamente che avrebbe cercato di impedire i piani di costruzione edilizia nella Coyote Valley, un'area ecologica della città, impegnandosi a preservare la zona come habitat per la fauna selvatica.
Nel 2018, quando una società privata cercò di violare il piano regolatore cittadino programmando la costruzione di un migliaio di case di lusso sulle colline di San Jose, Liccardo guidò una coalizione composta da organizzazioni ambientaliste e gruppi comunitari per contrastare l'iniziativa e proporre una misura referendaria che limitasse fortemente lo sviluppo edilizio nelle colline e nelle zone rurali della città.
Sotto il suo mandato, inoltre, la città di San Jose impiegò azioni volte alla decarbonizzazione e alla riduzione delle emissioni di gas serra. La San Jose Clean Energy fornì a residenti e aziende della città elettricità generata al 92% da fonti prive di carbonio, come il solare e l'idroelettrico. Due anni dopo, San Jose divenne la più grande città degli Stati Uniti ad adottare un codice che imponesse il passaggio totale all'elettrico nella costruzione di nuovi edifici.

#### Sviluppo economico

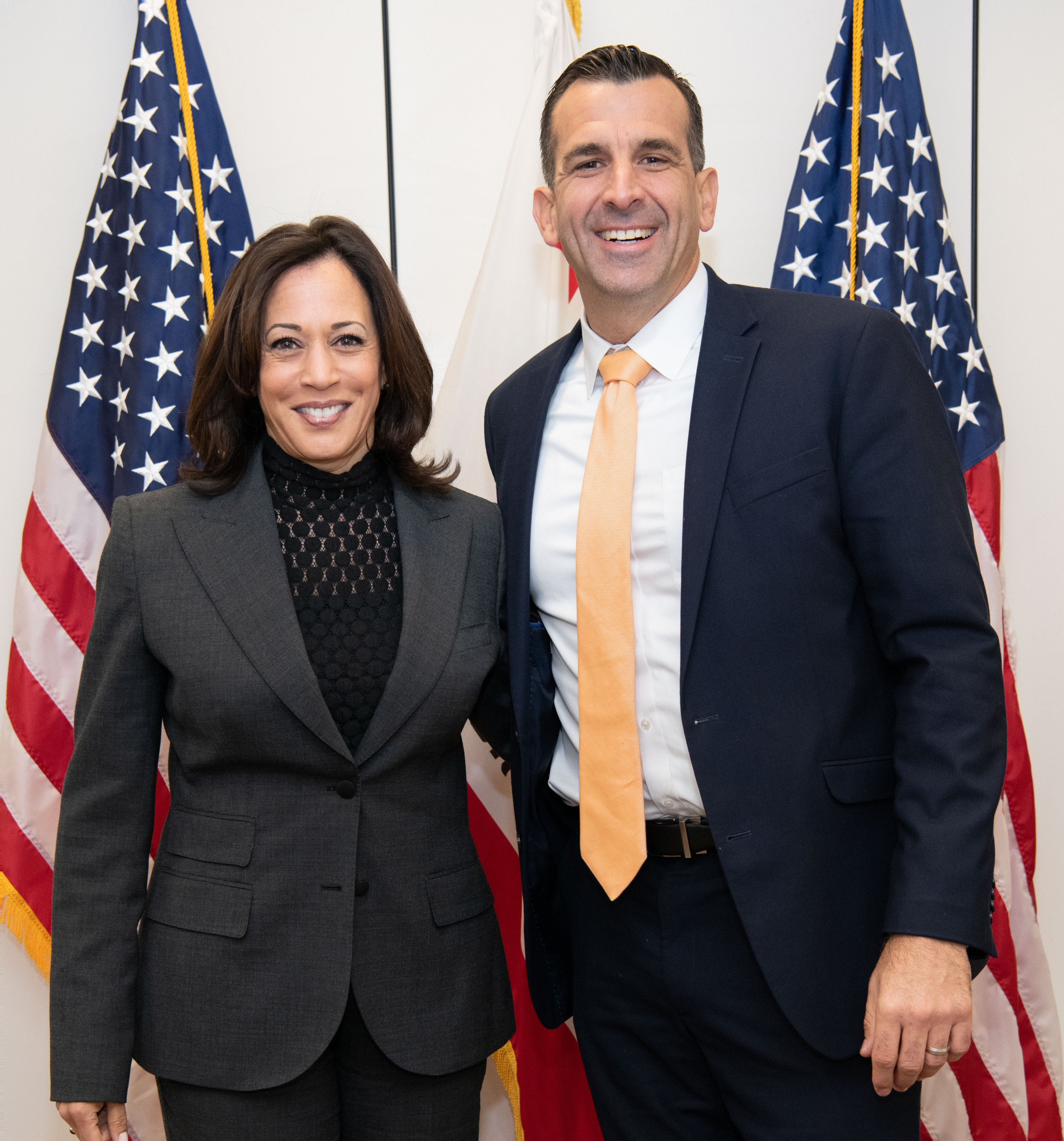
Sam Liccardo con Kamala Harris nel 2020

Durante il primo mandato di Liccardo come sindaco, San Jose vide un'espansione senza precedenti della presenza di colossi aziendali sul territorio cittadino, tra cui Amazon, Apple, Google, Microsoft e Verizon. Inoltre, si assistette alla crescita di società che avevano già sede a San Jose, come Adobe e Zoom. Il rapporto di Liccardo con le aziende tecnologiche, soprattutto in termini di finanziamento e raccolta fondi politica, venne fortemente attenzionato dai media.
Nonostante la crescita economica e l'espansione di tali colossi sul territorio di San Jose, Liccardo rifiutò costantemente di offrire sussidi pubblici, incentivi e sgravi fiscali alle aziende che sceglievano la città come propria sede. Sollecitò anche le altre grandi città a seguire il suo esempio, sostenendo tramite un editoriale sul Wall Street Journal che favorire economicamente tali aziende avrebbe comportato aggravi per i cittadini piuttosto che guadagni.
Quando Google avviò una trattativa con la città per acquistare un terreno da utilizzare per la propria impresa, l'amministrazione comunale riuscì ad ottenere che l'azienda lo comprasse a un prezzo elevato e si impegnasse a costruire migliaia di appartamenti e condomini a canone accessibile. Google accettò inoltre di pagare milioni di tasse per "impatto commerciale".
Nel 2018, Sam Liccardo venne rieletto per un secondo mandato da sindaco, totalizzando il 75,84% dei voti contro altri tre candidati.

#### Violenza armata
Durante il mandato di Liccardo, in città si verificarono due sparatorie di massa. Il sindaco introdusse diverse misure per ridurre la violenza armata, tra cui un'ordinanza per punire chi utilizzasse dei prestanome per l'acquisto di armi da fuoco nei negozi col fine di eludere i controlli sui precedenti penali, e un'altra ordinanza per rafforzare il divieto federale e statale sul possesso e la vendita di armi fantasma. 
Nel 2019, annunciò una proposta che imponeva ai possessori di armi il pagamento di tasse annuali per finanziare misure di contrasto alla violenza armata. Il consiglio comunale approvò la misura nel 2022, ottenendo le critiche delle organizzazioni dei possessori di armi.
Nei due anni successivi, sia una corte distrettuale sia una corte d'appello confermarono l'ordinanza. L'iniziativa della città di San Jose spinse diversi legislatori statali in California e nel New Jersey a introdurre misure simili.

### Deputato alla Camera dei rappresentanti
A dicembre del 2023, Sam Liccardo annunciò pubblicamente la sua intenzione di candidarsi alla Camera dei Rappresentanti come membro del Partito Democratico nelle elezioni parlamentari del 2024, per il seggio lasciato dalla deputata di lungo corso Anna Eshoo. Nelle elezioni primarie giunse primo con 38.489 voti, mentre al secondo posto si piazzarono due candidati con lo stesso numero di voti (30.249), Evan Low e Joe Simitian.
Tuttavia, vennero presentate delle richieste di riconteggio, una delle quali proveniente da Jonathan Padilla, un ex collaboratore di Liccardo. Un portavoce di Liccardo affermò che la richiesta non era pervenuta dallo staff del candidato; Evan Low tentò di fermare il riconteggio, ma la sua richiesta venne respinta.
Il 19 aprile è stata presentata una denuncia formale alla commissione elettorale federale contro Padilla e la campagna di Liccardo, sostenendo che si fossero coordinati illegalmente. Liccardo si difese, affermando nuovamente che né lui né nessuno dei suoi collaboratori avesse comunicato con Padilla in merito al riconteggio.
Al termine del riconteggio, Simitian venne escluso dal ballottaggio e Low vi avanzò per soli cinque voti.
Il 20 maggio il PAC Neighbors for Results, che sosteneva Liccardo ed era finanziato da Michael Bloomberg, rivelò di aver pagato 102.000 dollari al gruppo che aveva pagato per il riconteggio; i media cercarono quindi di evidenziare le connessioni passate tra Bloomberg e Liccardo.
Nelle elezioni generali, Liccardo sconfisse Low con il 58,2% dei voti, approdando al Congresso come deputato.

### Vita privata
Sam Liccardo è sposato dal 2013 con Jessica Garcia-Kohl, che era stata assunta come capo del suo staff da consigliere comunale. Nel 2019 l'allora sindaco Liccardo venne coinvolto in una polemica quando si scoprì che sua moglie possedeva un condominio nella zona della città in cui sarebbe stato realizzato il grosso progetto di Google.
Nel 2019 fece un'apparizione nel primo episodio della sesta stagione della serie televisiva Silicon Valley.
A gennaio del 2019, rimase gravemente ferito in un incidente in bicicletta, riportando una frattura dello sterno e delle vertebre.